# El hubiera no existe
El hubiera no existe es el título del tercer álbum de estudio y primero inédito grabado por el cantautor mexicano Carlos Rivera. Fue lanzado al mercado bajo el sello discográfico Sony Music Latin el 4 de junio de 2013.

## Lista de canciones
| El hubiera no existe |                                                  |                                    |          |  |
| N.º                  | Título                                           | Escritor(es)                       | Duración |  |
| 1.                   | «Por ti»                                         | Leonel García · Roberto Morales    | 3:30     |  |
| 2.                   | «Escapémonos»                                    | Carlos Rivera · Jules Ramllano     | 3:04     |  |
| 3.                   | «Fascinación»                                    | Mario Domm                         | 3:47     |  |
| 4.                   | «¿Qué fue de nuestra vida?» (con Franco De Vita) | Franco De Vita                     | 4:59     |  |
| 5.                   | «Sólo tú»                                        | Carlos Rivera · Jules Ramllano     | 3:31     |  |
| 6.                   | «El hubiera no existe»                           | Carlos Rivera                      | 3:51     |  |
| 7.                   | «No deben marchitar» (con India Martínez)        | Raúl Bioque                        | 4:01     |  |
| 8.                   | «Si me das la espalda»                           | Armando Ávila · Leonel García      | 3:13     |  |
| 9.                   | «Gracias a ti»                                   | Carlos Rivera · José Luis Roma     | 3:46     |  |
| 10.                  | «Borrar y continuar»                             | Pablo Preciado · Alejandra Alberti | 3:48     |  |
| 11.                  | «Si te vas»                                      | Carlos Rivera                      | 3:48     |  |

- Edición especial

| N.º | Título                          | Escritor(es)                    | Duración |  |
| 12. | «Una vez más»                   | Carlos Rivera · Jacobo Calderón | 3:19     |  |
| 13. | «No sé vivir»                   | Carlos Rivera · Pablo Preciado  | 3:00     |  |
| 14. | «Reinventándome»                | David Villar · Juan Manuel Leal | 3:35     |  |
| 15. | «Fascinación» (con Paulo Gonzo) | Mario Domm                      | 3:53     |  |
| 16. | «¿Qué fue de nuestra vida?»     | Franco De Vita                  | 5:01     |  |
| 17. | «No deben marchitar»            | Raúl Bioque                     | 3:58     |  |

Sesión en vivo (sólo en plataformas digitales)

| N.º | Título                                    | Escritor(es)                       | Duración |  |
| 1.  | «No sé vivir»                             | Carlos Rivera · Pablo Preciado     | 3:12     |  |
| 2.  | «Gracias a ti»                            | Carlos Rivera · José Luis Roma     | 3:36     |  |
| 3.  | «Fascinación» (con Melissa Robles)        | Mario Domm                         | 3:40     |  |
| 4.  | «Borrar y continuar» (con Pablo Preciado) | Pablo Preciado · Alejandra Alberti | 3:35     |  |
| 5.  | «El hubiera no existe»                    | Carlos Rivera                      | 3:55     |  |
| 6.  | «Sólo tú»                                 | Carlos Rivera · Jules Ramllano     | 3:52     |  |
| 7.  | «Si te vas»                               | Carlos Rivera                      | 3:32     |  |
| 8.  | «Por ti»                                  | Leonel García · Roberto Morales    | 2:44     |  |

## Certificaciones
| País   | Organismo certificador | Certificación | Ventas certificadas | Ref.  |
| ------ | ---------------------- | ------------- | ------------------- | ----- |
| España | PROMUSICAE             | Oro           | 30,000              | [ 4 ] |
| México | AMPROFON               | Oro           | 30,000              | [ 4 ] |